# Harzbus

Logo HarzBus GbR

Die Harzbus GbR (Eigenschreibweise HarzBus GbR) wurde im Jahr 2019 von drei regional tätigen Unternehmen – Pülm Reisen GmbH, Reisebüro Schmidt GmbH und Verkehrsbetriebe Bachstein GmbH – in Goslar gegründet. 

## Geschichte
Nachdem der Altbetreiber Regionalbus Braunschweig GmbH (RBB), ein Tochterunternehmen der Deutschen Bahn, im Januar 2019 mitteilte, dass sie sich von ihrer Leistungspflicht entbinden lassen möchten bzw. die für den Betrieb notwendigen Liniengenehmigungen zum 31. März 2019 zurückgeben möchten, stellte die neue Gesellschaft Harzbus bei der zuständigen Landesnahverkehrsgesellschaft (LNVG) einen Antrag auf Erteilung der Genehmigungen für den Betrieb der regionalen Buslinien im Gebiet zwischen Bad Harzburg, Seesen, Oberharz und Vienenburg.
Um den Busverkehr im Landkreis Goslar zu sichern, entschlossen sich die lokalen Verkehrsunternehmen – Verkehrsbetriebe Bachstein GmbH, Pülm Reisen GmbH und Reisebüro Schmidt GmbH – dazu ein gemeinsames Verkehrsunternehmen zu gründen. Hieraus entstand im Februar 2019 die Harzbus GbR.
Die in drei sogenannten Teilnetzen zusammengefassten 17 Linien werden seit dem 1. April 2019 von Harzbus betrieben. Am 18. November 2019 erteilte die Landesnahverkehrsgesellschaft (LNVG) Harzbus die langfristigen Linienkonzessionen für die Dauer von zehn Jahren.
Das Unternehmen ist Mitglied im Verkehrsverbund Region Braunschweig (VRB).

## Liniennetz
| Linie | Linienweg                                                             |
| ----- | --------------------------------------------------------------------- |
| 650   | Salzgitter-Bad – Salzgitter-Ringelheim – Wallmoden – Lutter           |
| 655   | Lutter – Hahausen – Seesen                                            |
| 810   | Goslar – Oker – Harlingerode / Göttingerode – Bad Harzburg            |
| 821   | Bad Harzburg – Westerode – Lochtum – Vienenburg                       |
| 822   | Goslar – Immenrode – Vienenburg                                       |
| 823   | Vienenburg – Lengde – Beuchte                                         |
| 830   | Goslar – Hahnenklee – Clausthal-Zellerfeld                            |
| 831   | Langelsheim – Innerstestausee – Lautenthal – Hahnenklee               |
| 832   | Langelsheim – Wolfshagen – Lautenthal – Clausthal-Zellerfeld          |
| 833   | Langelsheim – Bredelem – Othfresen – Wallmoden – Lutter – Langelsheim |
| 834   | Langelsheim – Lutter – Wallmoden – Othfresen – Bredelem – Langelsheim |
| 840   | Clausthal-Zellerfeld – Altenau – Torfhaus – St. Andreasberg           |
| 841   | Schulenberg – Clausthal-Zellerfeld                                    |
| 850   | Goslar – Astfeld – Langelsheim                                        |
| 851   | Liebenburg – Klein Döhren / Neuenkirchen – Liebenburg                 |
| 852   | Lutter – Wallmoden – Othfresen – Liebenburg                           |
| 859   | Stadtverkehr Seesen                                                   |
| 860   | Goslar – Jerstedt – Liebenburg – Salzgitter-Bad                       |
| 861   | Altenau – Clausthal-Zellerfeld – Oker – Goslar                        |